# Домарадз (гмина)
Домарадз (пол. Domaradz) — сельская гмина (волость) в Польше, входит как административная единица в Бжозувский повет, Подкарпатское воеводство. Население — 6102 человека (на 2004 год).

## Демография
| Перепись                       | Всего   | Всего | Женщины | Женщины | Мужчины | Мужчины |
| ------------------------------ | ------- | ----- | ------- | ------- | ------- | ------- |
| Единицы                        | человек | %     | человек | %       | человек | %       |
| Население                      | 6102    | 100   | 3025    | 49,6    | 3077    | 50,4    |
| Плотность населения (чел./км²) | 107,6   | 107,6 | 53,3    | 53,3    | 54,2    | 54,2    |

## Соседние гмины
1. Гмина Блажова
2. Гмина Бжозув
3. Гмина Ясеница-Росельна
4. Гмина Небылец
5. Гмина Нозджец